# Heterocladium procurrens
Heterocladium procurrens là một loài Rêu trong họ Thuidiaceae. Loài này được (Mitt.) A. Jaeger mô tả khoa học đầu tiên năm 1878.